# Siège de Lorient
Vous lisez un « article de qualité » labellisé en 2012.
Ne doit pas être confondu avec Poche de Lorient.
Guerre de Succession d'Autriche
Batailles
- Mollwitz (04-1741)
- Chotusitz (05-1742)
- Sahay (05-1742)
- Prague (06/12-1742)
- Dettingen (06-1743)
- Cap Sicié (02-1744)
- 19 mai 1744
- Menin (05/06-1744)
- Ypres (06-1744)
- Furnes (07-1744)
- Fribourg (11-1744)
- Tournai (04/06-1745)
- Pfaffenhofen (04-1745)
- Fontenoy (05-1745)
- Hohenfriedberg (06-1745)
- Melle (07-1745)
- Gand (07-1745)
- Bruges (07-1745)
- Audenarde (07-1745)
- Termonde (08-1745)
- Ostende (08-1745)
- Nieuport (08/09-1745)
- Ath (09/10-1745)
- Soor (09-1745)
- Hennersdorf (11-1745)
- Kesselsdorf (12-1745)
- Culloden (04-1746)
- Mons (06/07-1746)
- Bruxelles (01/02-1746)
- Namur (09-1746)
- Charleroi (07/08-1746)
- Lorient (09/10-1746)
- Rocourt (10-1746)
- Cap Finisterre (1er) (05-1747)
- Lauffeld (07-1747)
- Bergen-op-Zoom (07/09-1747)
- Cap Finisterre (2e) (10-1747)
- Saint-Louis-du-Sud (03-1748)
- 18 mars 1748
- Maastricht (04/05-1748)

Campagnes italiennes
- Combat de Saint-Tropez (06-1742)
- Camposanto (02-1743)
- Villafranca (04-1744)
- Casteldelfino (07-1744)
- Velletri (08-1744)
- Madonne de l'Olmo (09-1744)
- Bassignana (09-1745)
- Josseau (10-1745)
- Plaisance (06-1746)
- Tidone (08-1746)
- Rottofreddo (08-1746)
- Gênes (1er) (12-1746)
- Gênes (2e) (07-1747)
- Assietta (07-1747)

Le siège de Lorient est une opération amphibie de la guerre de Succession d'Autriche menée du 29 septembre au 10 octobre 1746 par des troupes anglaises dans la région de Lorient, port d'attache de la Compagnie française des Indes orientales. Elle est conçue comme une diversion devant amener la monarchie française à retirer des troupes de Flandres pour les envoyer en renfort sur le littoral français.
Le débarquement d'environ 4 500 soldats anglais dans la baie du Pouldu, puis la marche vers la ville prennent plusieurs jours, ce qui permet à la garnison de Lorient d'organiser ses défenses et d'obtenir des troupes en renfort d'autres villes de la région. Les Anglais n'arrivent dans les environs de la cité que le 3 octobre, et des discussions en vue d'obtenir la reddition de la ville repoussent les bombardements au 5 octobre.
Les opérations de bombardement durent jusqu'au 7 octobre, jour où la retraite anglaise est ordonnée. L'incompétence des ingénieurs anglais, ainsi que les pertes en hommes par fatigue et maladie, obligent le commandant à cesser l'offensive. Dans le même temps, le commandement français croyant à une supériorité écrasante de l'adversaire, et ne pouvant compter que sur de faibles défenses et sur des troupes médiocrement formées et armées, projette une reddition. Celle-ci est effectivement proposée le 7 octobre, peu après le départ de l'ennemi et reste sans suite.
Le raid a des conséquences militaires, comme celle d'obliger la monarchie française à développer les fortifications dans le sud de la Bretagne, mais aussi culturelles puisqu'il suscite une controverse entre David Hume et Voltaire et la création de plusieurs chansons évoquant le siège, ainsi qu'un culte marial dans la ville.

## Contexte

### Guerre de Succession d'Autriche

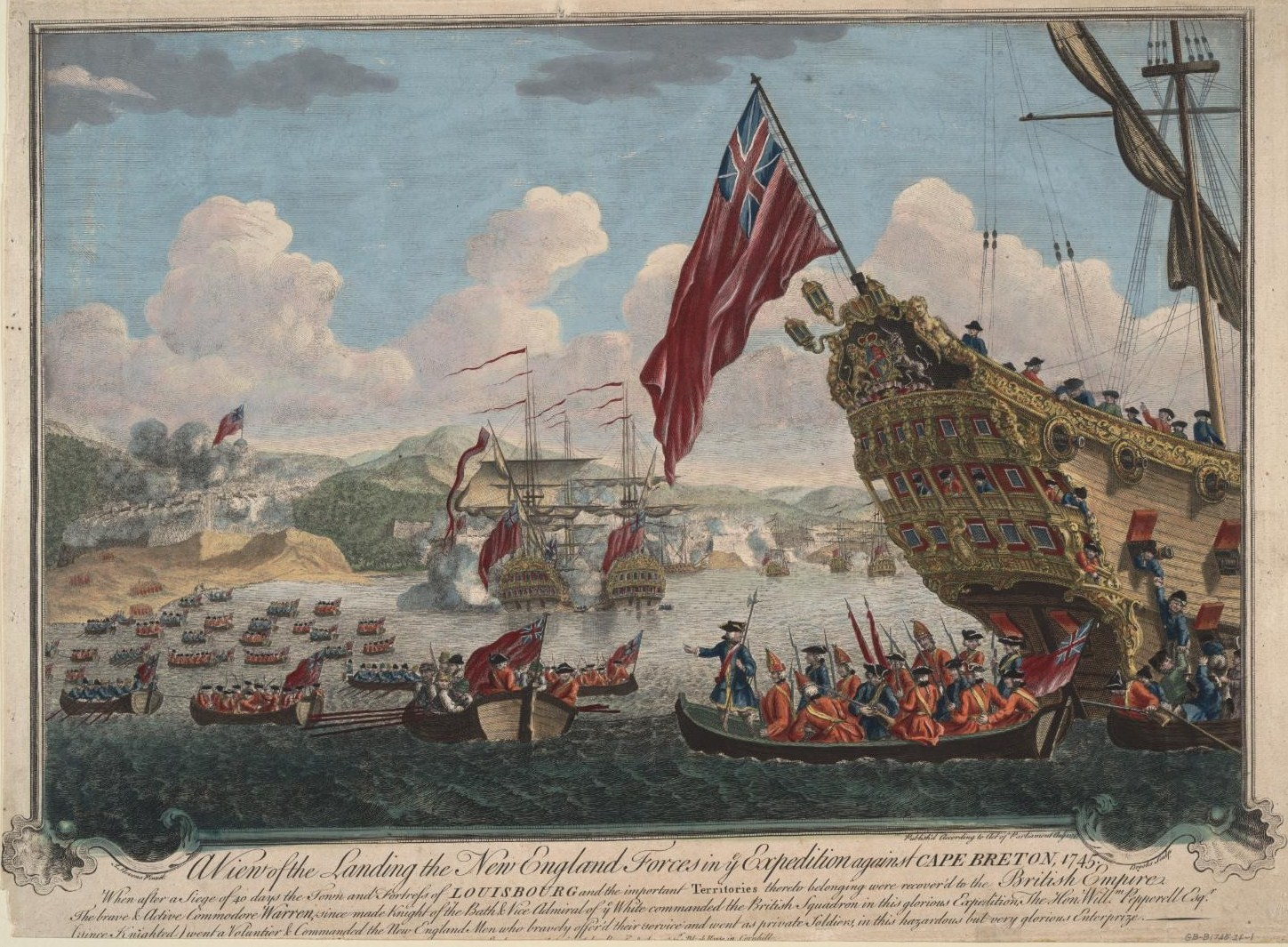
La prise de Louisbourg en Nouvelle-France est à l'origine du raid contre Lorient.

Les prémices du siège de Lorient trouvent leurs origines sur le front américain de la guerre de Succession d'Autriche. Après la prise de la ville française de Louisbourg en Nouvelle-France par l'armée anglaise en 1745, le gouvernement britannique commence à réfléchir à une opération militaire visant la ville de Québec afin de renforcer sa domination dans cette région. Le duc de Bedford soutient politiquement ce plan. Une force expéditionnaire placée sous les ordres du lieutenant général James St Clair et une escorte maritime dirigée par l'amiral Richard Lestock sont préparées pour un départ en juin 1746. Tout est annulé au motif que la saison est trop avancée ; en effet les conditions météorologiques ne sont pas propices à la traversée de l'océan Atlantique et aux opérations prévues dans le Saint-Laurent. Les Britanniques sont, par ailleurs, alertés du départ d'une importante flotte française sous le commandement du duc d'Anville qui a pour but de reprendre Louisbourg.
Les effectifs mobilisés ne pouvant peser de manière déterminante sur un front en les intégrant à d'autres forces en les faisant participer à d'autres affrontements, le duc de Newcastle suggère au général St Clair de les employer à un débarquement en France. Le roi de Grande-Bretagne entend parler de cette proposition et demande au général si un plan est prêt. Celui-ci répond par la négative, ne connaissant pas les lieux, mais il propose de faire étudier ce projet par des généraux plus au fait du littoral de la France. Le duc de Newcastle insiste auprès du roi pour que le plan soit réalisé et, le 29 août, St Clair reçoit l'ordre de se rendre à Plymouth pour y attendre des consignes concernant l'opération.

### Genèse du projet anglais

#### Décision d'attaquer Lorient
James St Clair reçoit l'ordre à Plymouth d'appareiller vers la côte française et d'attaquer, selon les opportunités, Lorient, Rochefort, La Rochelle, Bordeaux, ou tout autre lieu se prêtant à une attaque et une opération de diversion. Dans une lettre des 29-30 août, il dit privilégier une opération contre Bordeaux, qu'il connait déjà et qui, contrairement à ce qu'il sait des autres villes, n'est pas fortifiée. Par ailleurs, sa position loin des Flandres permet d'accentuer l'effet de diversion,.
L'amiral Anson, présent à Plymouth, s'entretient avec St Clair et l'informe qu'on l'a assuré que la ville de Lorient, dans le sud de la Bretagne, n'a que de médiocres fortifications. Il est alors décidé d'envoyer des navires pour repérer les lieux en vue d'un débarquement sur ces côtes.
Dans le même temps, le duc de Newcastle commence à soutenir un plan contre la Normandie élaboré à l'état-major par le major McDonald. Ce dernier est envoyé à Plymouth pour défendre son projet auprès de St Clair, mais il s'avère qu'il connait aussi mal le terrain que l'art de la guerre. De plus, il faudrait de nouveau envoyer des vaisseaux repérer les lieux, ce qui retarderait l'opération.
Il est décidé d'envoyer la force expéditionnaire sur Lorient pour un double bénéfice : d'une part, la ville est le siège de la Compagnie des Indes orientales ; une victoire peut permettre de porter un coup à ses activités. D'autre part, l'objectif premier est toujours d'obtenir un effet de diversion alors que les forces françaises mettent en déroute les armées autrichiennes aux Pays-Bas et que Bruxelles est occupée après un siège victorieux.

#### Préparation anglaise

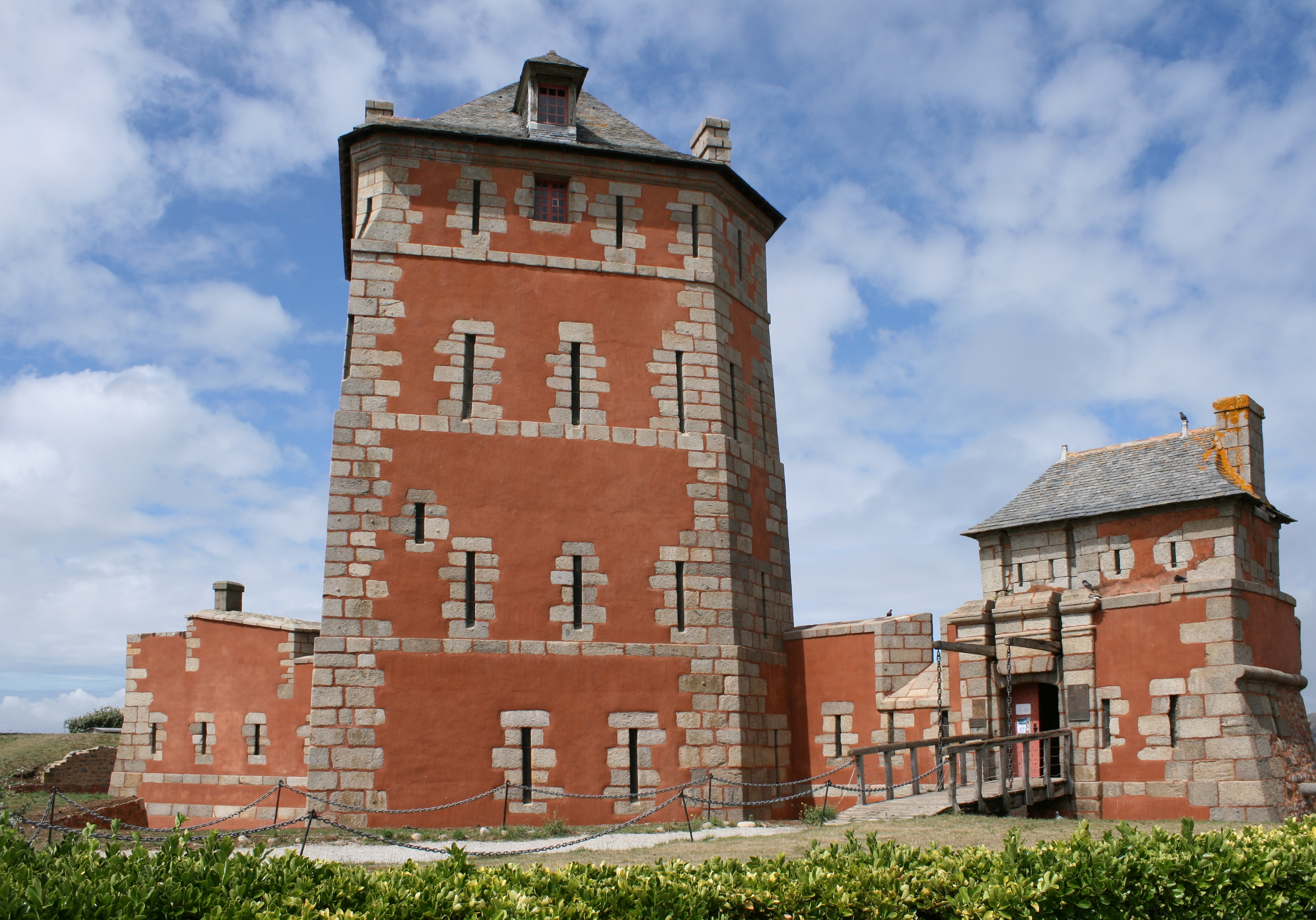
La bataille de Camaret sert de référence comme opération combinée menée par les Anglais en Bretagne.

Les tactiques anglaises ont évolué depuis la guerre de la Ligue d'Augsbourg ; les raids côtiers ou les bombardements de ports qu'ont connus les côtes bretonnes à l'époque sont progressivement remplacés par des opérations combinées de plus grande ampleur comme l'illustre la bataille de Camaret en 1694.
Le contre-amiral Richard Lestock, qui est choisi pour diriger la flotte anglaise, sort d'une cour martiale en raison de son implication dans la défaite de la bataille de Toulon en février 1744. Il peut compter sur une flotte de 16 vaisseaux de ligne, 8 frégates et 43 transports. James St Clair, chargé de diriger l'offensive à terre, s'attache l'assistance du philosophe et historien David Hume comme secrétaire peu avant le départ. Il peut compter sur le 1er bataillon du régiment royal, le 5e bataillon du régiment des highlanders, le 3e bataillon de Brag, le 2e bataillon de Harrisson, le 4e bataillon de Richbell, une partie des bataillons de Frampton, ainsi que sur quelques compagnies d'infanterie de marine, soit environ 4 500 hommes.
Les officiers responsables de l'expédition sont sceptiques à propos du choix de la cible du raid, leur préférence allant à la Normandie moins incertaine. La zone est méconnue des Anglais : St Clair ne parvient pas à se procurer une carte de la région et doit se contenter d'une carte de France à petite échelle, et Lestock ignore tout des défenses de la ville. Par ailleurs, les forces armées ne peuvent disposer de chevaux.
La flotte quitte Plymouth le 26 septembre et double Ouessant sans être repérée par les Français.

### Situation française

#### Renseignements et préparation
Du côté français, les services de renseignements ont informé l'état-major de l'importance des troupes stationnées à Plymouth, mais les interrogatoires de prisonniers anglais n'ont pas permis d'apprendre le nom du lieu où celles-ci doivent attaquer. Un agent sur le terrain parvient cependant à signaler que le peu de vivres et de chevaux suggère une intervention limitée aux côtes françaises. Les commandants des ports de l'Atlantique et de la Manche sont donc alertés et notamment Port-Louis, le 24 septembre. Des milices garde-côtes sont envoyées sur le littoral alors que le travail de renseignement des Anglais est terminé et qu'ils n'ont pas été signalés.
Au même moment, des navires commandés par Mac Nemara doivent rejoindre Lorient où ils sont attendus.

#### Situation lorientaise

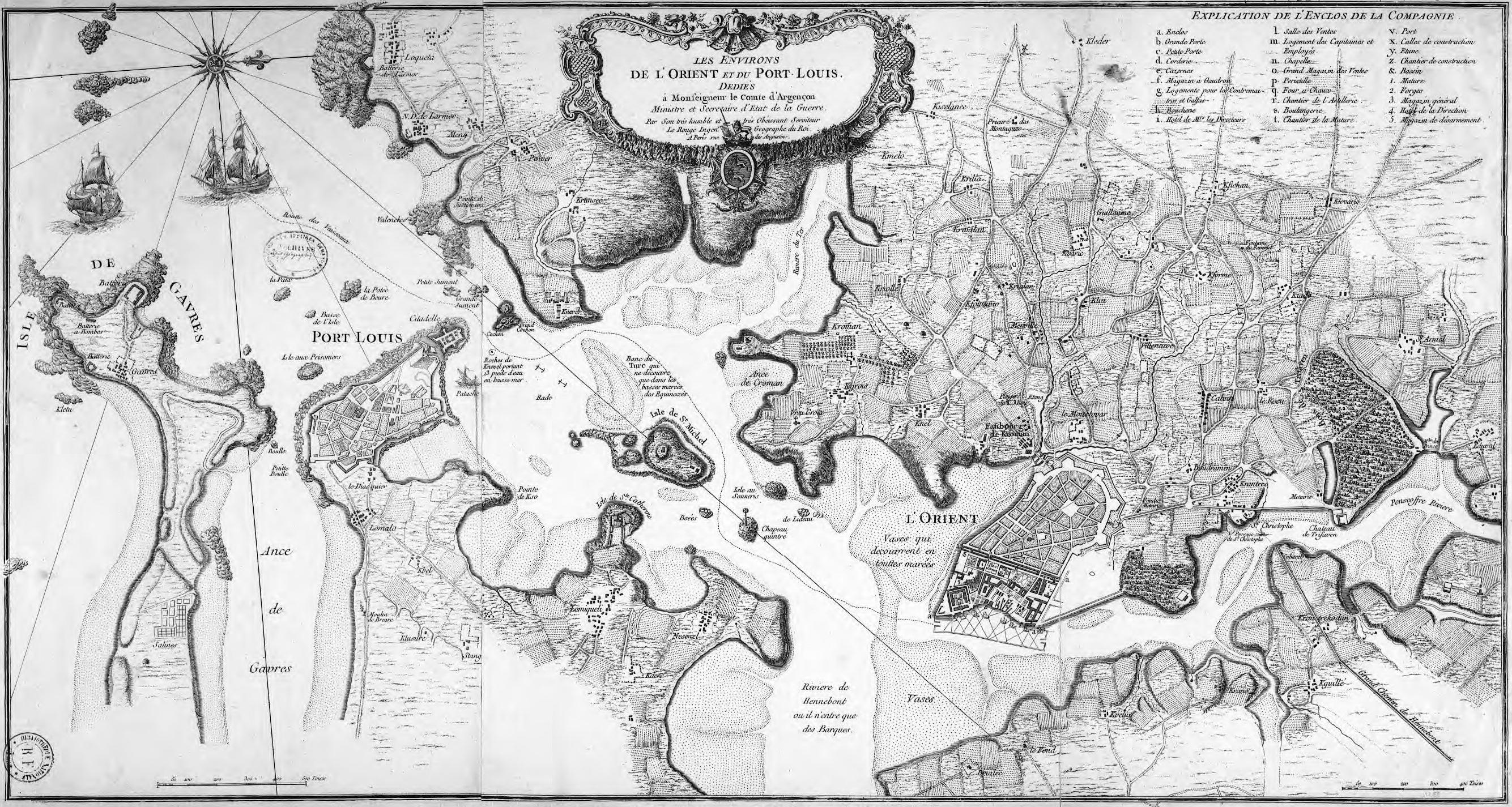
Configuration de la rade de Lorient à l'époque.

À la fin du XVIIe siècle, les côtes de Bretagne se sont couvertes peu à peu de nouvelles fortifications, mais la région de Lorient reste encore mal défendue. La citadelle de Port-Louis qui ferme la rade de Lorient n'a pas connu de modernisation, et de faibles remparts ne protègent que l'arrière de la ville, sa façade maritime restant sans plus de défense.
La ville est par ailleurs devenue une place commerciale et militaire stratégique. Les arsenaux construisent et entretiennent des navires de la marine royale et de la Compagnie des Indes orientales. Cette dernière a aussi choisi en 1732 d'y déplacer le siège commercial, auparavant situé à Nantes. La ville est aussi au centre d'une activité de cabotage qui s'étend de Brest à Nantes, puis Bordeaux. Plus au large, au sud-est de la ville, Belle-Île constitue à l'époque un lieu d'atterrage obligatoire pour les navires revenant des Indes et qui relient Lorient. Les îles d'Houat et de Hoëdic, toutes proches, ont été fortifiées à la fin du XVIIe siècle pour sécuriser les abords de l'île principale.
Enfin, un culte marial s'est développé dans la région à partir des années 1620. Des apparitions imputées à Sainte Anne ont été notées à l'époque près d'Auray et un nombre croissant de miracles sont depuis ce moment attribués à Sainte Anne lors de raids anglais sur les côtes bretonnes. Ceux-ci prennent de plus pour toile de fond une opposition entre Anglais protestants et Bretons catholiques.

## Le raid

### Prémices

#### Débarquement
La flotte anglaise arrive au large de Lorient le 29 septembre après six jours de traversée de la Manche et est rejointe par les navires rentrés de reconnaissance. Les voiles anglaises sont signalées par des patrons de barque de Port-Louis, mais sont confondues avec les vaisseaux de Mac Nemara qui sont attendues au même moment. Le site du débarquement est choisi par l’amiral Lestock en amont de l'entrée de la rade de Lorient en raison de sa méconnaissance des défenses de celle-ci. La flotte mouille dans la baie du Pouldu à partir du 29 septembre au soir, près de l'embouchure de la Laïta. Malgré un temps favorable, une nuit de pleine lune et un vent soufflant vers le rivage, l'amiral Lestock diffère le débarquement au lendemain, ce qui laisse le temps aux défenses françaises de s'organiser. Cependant, le site présente plusieurs défauts : l'exposition aux vents fait courir le risque de voir jeter les navires à la côte en cas de gros temps, et Lorient est distante de plusieurs miles.
Le débarquement a lieu le samedi 1er octobre, après avoir été annulé la veille en raison du temps, et ne peut être effectué dès les premières heures du jour en raison de conditions météorologiques peu favorables, ce qui permet aux garde-côtes lorientais de parfaitement identifier la flotte comme étant anglaise, et non pas celle de Mac Nemara, et d'organiser leurs défenses. Les forces anglaises approchent de trois plages, dont la plage du Loc'h, et y débarquent à chaque fois entre 400 et 1 000 hommes sous la protection d'un tir de barrage mené par la flotte de l'amiral Lestock.
Du côté français, les premières forces disponibles sont des garde-côtes qui sont pour l'essentiel des paysans mal équipés (bâtons, piques et quelques fusils), et qui ont reçu, depuis 1744, chaque année, une formation militaire de quinze jours, aux effets limités. À ceux-ci s'ajoutent trois compagnies de cavalerie : toutes ces forces, soit environ 2 000 hommes, sont placées sous le commandement de Paul-François de Galluccio, marquis de L'Hôpital. Cependant, seules deux des trois plages peuvent être effectivement protégées, et St Clair parvient à exploiter cette faille pour faire débarquer ses troupes.

#### Réactions lorientaises

Étapes du siège.

La nouvelle d'un débarquement anglais imminent dans la région est connu à Lorient dès le 30 septembre vers 15 heures, et les possessions de plusieurs bourgeois de la ville sont expédiées vers Hennebont ou Vannes. L'alerte est donnée et remonte dans les terres jusqu'à Noyal-Pontivy. Le même jour, Deschamps, qui commande la citadelle de Port-Louis, requiert des troupes à plusieurs villes de la région. Celles-ci seront expédiées le 1er octobre et le 2 octobre, et se montent à 300 hommes pour Vannes, deux détachement de milice pour Josselin, quelques troupes pour Rohan, 300 hommes pour Morlaix, quelques dizaines de fusiliers pour Lamballe, et un peu moins d'un millier d'hommes pour Rennes.
Les forces françaises qui ont dû battre en retraite arrivent à Lorient le soir même. À l'arrière, des actions de guérilla sont menées par des paysans et environ 2 000 membres de la milice garde-côte dans les campagnes séparant les positions anglaises de la ville. Une troupe de reconnaissance anglaise s'empare de Guidel dès ce premier jour, après avoir combattu des troupes de paysans contraints de se réfugier à Quéven.
De L'Hôpital prend le commandement des défenses de Lorient le soir du 1er, et tient aussitôt un conseil de guerre. Il veut dans un premier temps laisser la défense de la ville aux milices paysannes pendant que ses troupes harcèleraient les soldats anglais dans la campagne, mais ce plan ne convenant pas aux Lorientais, il y renonce.

### Approche anglaise et résistance lorientaise

#### Approche de la ville
L'offensive terrestre anglaise débute le 1er octobre 1746 avec plusieurs contraintes. La pluie rend le terrain difficilement praticable et les trois miles qui séparent les plages de la ville rendent l'approvisionnement en munitions et en nourriture difficile.
Le dimanche 2 octobre, le gros des troupes anglaises commence à se diriger vers Lorient, cependant St Clair est dépourvu de carte détaillée, et les paysans qui sont capturés, ne parlant pas français mais breton, ne peuvent être utiles. Le commandant de l'expédition doit ainsi diviser ses troupes en deux colonnes, l'une partant vers l'est en direction de Ploemeur, et l'autre au nord vers Quimperlé. Celle devant rejoindre Ploemeur y arrive sans encombre, mais celle dirigée sur Quimperlé est harcelée par une troupe de 300 miliciens venant de Concarneau, et doit un temps se replier avant d'obliquer vers Ploemeur. La jonction entre les deux colonnes est faite peu avant Ploemeur, et la ville est attaquée puis mise à sac avant que les troupes ne se dirigent vers Lorient. Les Anglais arrivent en vue de cette dernière vers trois heures de l'après-midi, et s'établissent à Lanveur, à deux-tiers de lieue de la ville,.

#### Réactions françaises

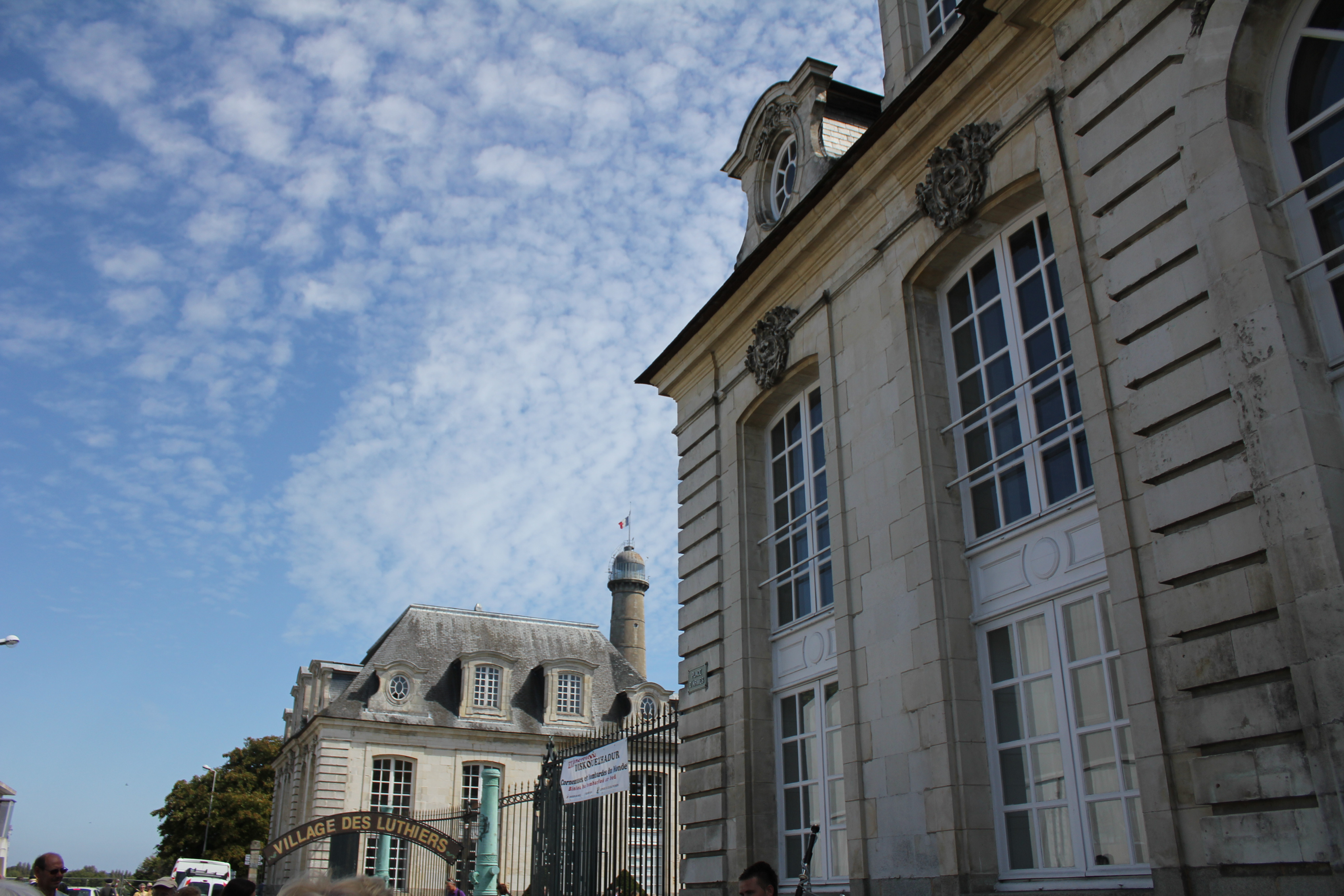
L'Hôtel Gabriel, siège des ventes de la Compagnie des Indes.

Une proposition de reddition est transmise à la ville dès le soir du 3 octobre 1746. St Clair exige un droit de pillage pendant quatre heures et une importante somme d'argent. Celle-ci est rejetée le même soir par les négociateurs français qui proposent à la place un retrait des troupes françaises de la ville avec les honneurs de la guerre et la garantie que ni la ville ni les magasins de la Compagnie des Indes ne soient pillés par les troupes anglaises. Ces termes étant contraires aux exigences de St Clair, il les refuse le 4 octobre et envoie chercher l'artillerie de ses navires pour préparer le siège. Tout doit par ailleurs se faire à dos d'hommes en l'absence de chevaux ou de bêtes de trait, les paysans les ayant cachés, ce qui ajoute à la fatigue de la troupe ; de nombreux hommes malades ou inaptes au service sont dispensés tous les jours.
Du côté français, quelques sorties de troupes contre les campements anglais sont tentées les premiers jours, mais sont le fait de milices et ne sont pas soutenues, ce qui limite leur impact. Le but est surtout de gagner du temps pour permettre aux renforts d'arriver. En effet, le soir du lundi 3 octobre, le major De Villeneuve arrive de Port-Louis et prend le commandement de la place, du 4 au matin jusqu'au jeudi 6, date à laquelle il est remplacé par Philippe Auguste, comte de Volvire, commandant du roi en Bretagne. Celui-ci a pu interroger des prisonniers anglais et est ainsi au fait des faiblesses de l'adversaire.
Le mercredi 5 octobre au soir, le roi apprend à Versailles la nouvelle du débarquement anglais. Il décide alors de détacher des troupes du front des Flandres pour les envoyer en renfort dans l'ouest. Il déplace vingt bataillons d'infanterie, un régiment de dragons, deux régiments de cavalerie et un état-major.

### Siège et retraite

#### Du côté anglais
Le génie anglais promet une destruction de la ville en 24 heures, mais se montre assez rapidement incapable de tenir ses engagements. Les canons sont livrés sans un stock de munitions suffisant et les mortiers sans les fourneaux, ce qui oblige, de nouveau, à repousser les opérations. Par ailleurs, presque le tiers des troupes anglaises doivent participer au transport de l'artillerie, ce qui contribue à leur affaiblissement. Le siège ne commence véritablement que le 5 octobre 1746, et les bombardements commencent dès le lendemain, mais les pièces d'artillerie sont installées trop loin de la ville, et ne font que des dommages limités. Six morts, une douzaine de blessés, deux maisons brûlées, deux autres percées, et une quinzaine d'autres légèrement endommagées sont à déplorer côté lorientais. Les maisons lorientaises, construites avec beaucoup de pierres et peu de bois s'avèrent trop résistantes pour le feu anglais. David Hume résume la situation de la façon suivante :

« Les hommes semblent être la proie du doute. L'apparition d'une douzaine de Français a semé l’effroi dans nos lignes : les troupes de Bragg et de Framptons se sont même échangées plusieurs rafales entre elles. Tout le monde est découragé, et la pluie qui tombe depuis trois jours en est grandement responsable. La route qui sépare le camp du reste de la flotte est rendue impraticable. »

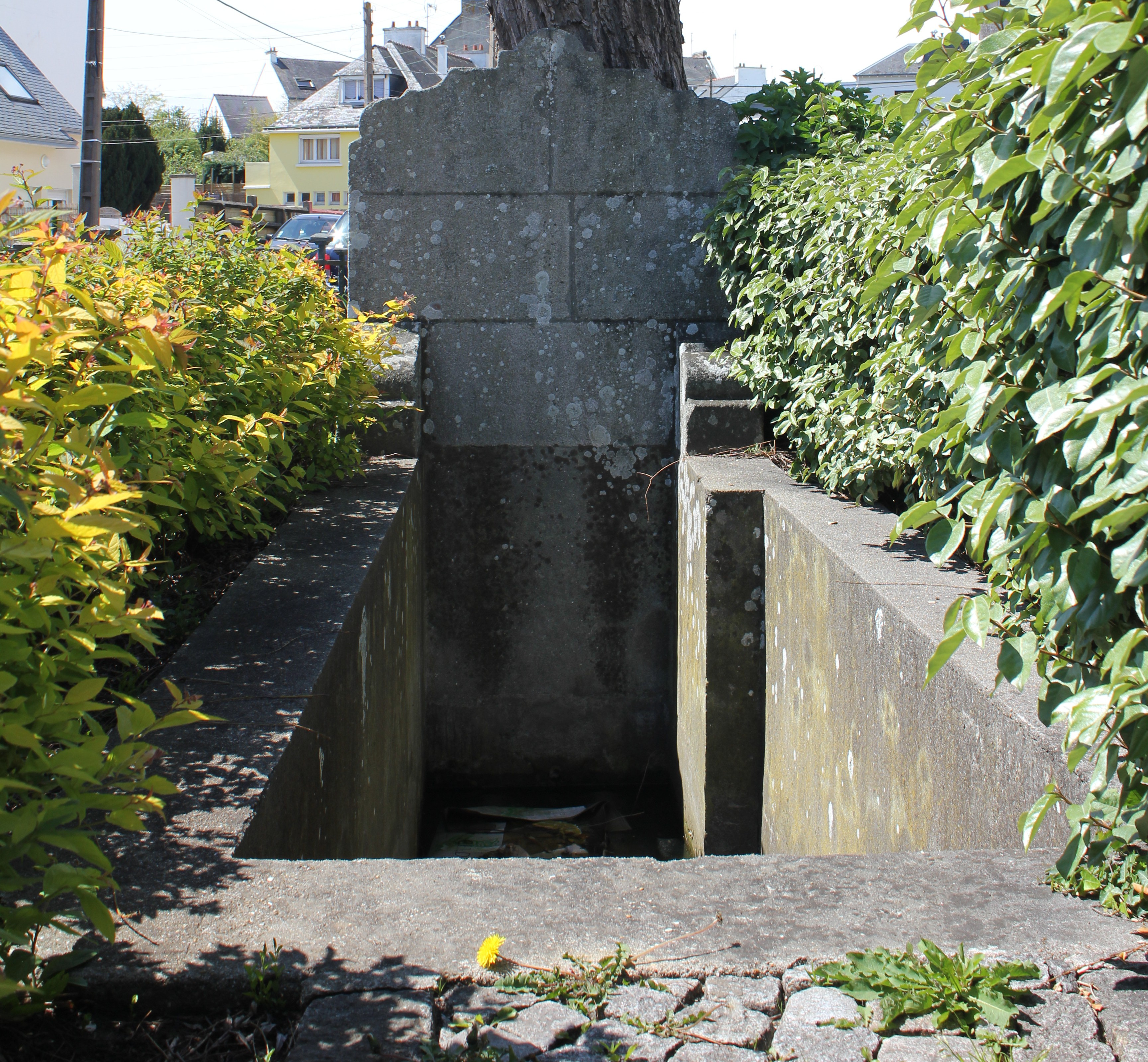
La « fontaine des Anglais » à Lorient, utilisée lors du siège par des troupes anglaises.

Les troupes anglaises commencent à se réduire en raison de la fatigue et de la maladie. Seuls 3 000 hommes sont encore en état de combattre le soir du 6 octobre. Ils doivent faire face aux sorties des miliciens, et doivent défendre leur camp dans la lande de Keroman. Par ailleurs des renseignements obtenus à partir du 6 octobre auprès de déserteurs, d'un esclave noir et de prostituées font croire aux Anglais que près de 20 000 hommes attendent dans les murs de la ville, et qu'une contre-attaque massive est imminente.
Sur la côte, le contre-amiral Lestock fait savoir qu'il ne peut rester plus longtemps le long du rivage en raison des tempêtes qui menacent. St Clair arrive à la conclusion que les circonstances imposent de lever le siège. Le 6 octobre au soir, un conseil de guerre se tient dans le camp anglais, et sans qu'une décision définitive soit prise, la retraite est largement évoquée. Les bombardements se poursuivent sans plus de succès, le lendemain, vendredi 7 octobre. La décision de la retraite est prise pendant l'après-midi et le camp est abandonné pendant que l'artillerie continue de bombarder la ville pour masquer le retrait des troupes. Ce n'est que le dimanche 9 octobre que les dernières troupes sont rembarquées alors qu'un vent contraire empêche un départ immédiat. Le 10 octobre 1746, le corps expéditionnaire anglais finit de quitter les lieux.

#### Du côté français
Dans le camp français, la ville prépare ses défenses : des canons sont démontés des vaisseaux et installés sur les remparts de la ville, de nouvelles défenses sont mises en place et la garnison est augmentée par l'arrivée de troupes en provenance de Port-Louis. Le 6 octobre, près de 15 000 miliciens sont présents en ville, mais ceux-ci sont inexpérimentés et peu disciplinés. Le même jour, l'artillerie française, commandée par Louis-Jean de Kerémar, commence à répondre aux bombardements anglais avec des projectiles de meilleure qualité,, et le lendemain 7 octobre, environ 4 000 boulets sont tirés sur les troupes anglaises. Trois déserteurs anglais sont aussi capturés, et informent la ville que les troupes anglaises ne peuvent compter au mieux que sur 3 000 hommes, et non sur 20 000 comme le disait la rumeur.
Les Anglais, remplis d'arrogance,
 
Sont venus attaquer Lorient ; 
 
Mais les Bas-Bretons, 
 
À coups de bâtons, 
 
Les ont renvoyés 
 
Hors de ces cantons.
Le 7 octobre au soir, un boulet anglais tombe à proximité du commandement français, ce qui précipite la tenue d'un conseil de guerre. De Volvire tout comme de L'Hôpital se prononcent en faveur de la reddition, pensant que les Anglais sont en train d'augmenter leur puissance de feu. Le commandant de la ville ne croit pas en une victoire de ses troupes qu'il juge trop faibles comparées aux tuniques rouges, mais ses officiers s'opposent à cette reddition, tout comme les Lorientais qui disent vouloir se défendre jusqu'au bout. Celle-ci est pourtant décidée, et le 7 octobre à 19 heures, De L'Hôpital sort de la ville pour présenter la reddition de la ville. Il ne parvient pas à trouver d'ennemis et doit rentrer à Lorient vers 22 heures. Il pense alors à une ruse des Anglais et ordonne un renforcement des défenses de la ville.
Le lendemain samedi 8 octobre, des canons et mortiers sont retrouvés dans ce qui reste du camp des assiégeants et, le soir, des paysans de Ploemeur apportent à la cité des nouvelles de la retraite anglaise. Quelques harcèlements sont opérés par des milices de garde-côte, mais les troupes de cavalerie et de dragons refusent d'y prendre part. Rien n'est davantage tenté lorsque la flotte anglaise passe au large de Port-Louis le 10 octobre de peur qu'un second débarquement prenne pour cible cette ville. Les Lorientais restent par ailleurs sur le qui-vive craignant que des renforts anglais ne débarquent dans la région.
À Paris, les actionnaires de la Compagnie des Indes orientales s'alarment à l'annonce, via Versailles, du siège. De L'Hôpital arrive le 14 dans la capitale et rencontre le roi. Oubliant ses erreurs, son récit de la bataille et la valorisation du rôle que lui et de Volvire ont joué lui permettent d'obtenir avancement et avantages financiers.

## Conséquences

### Conséquences militaires

#### Suites du raid en Bretagne sud
La flotte anglaise met le cap à l'est de Lorient pour commencer à attaquer plusieurs points de la côte. Cependant le 10 octobre, une tempête éclate et cinq transports regroupant près de 900 hommes perdent le reste du convoi. Sans instruction particulière, ceux-ci mettent alors le cap sur l'Angleterre. Bien que promis et attendu par le commandement, le renfort de trois bataillons ne parviendra jamais sur place.
La presqu’île de Quiberon est occupée et pillée du 14 au 20 octobre. Des attaques sont ensuite perpétrées contre les îles d'Houat, le 20 octobre, et Hoëdic, le 24. Les défenses érigées par Vauban sur ces îles sont prises sans combat et dégradées. Belle-Île-en-Mer subit un blocus jusqu'au départ de l'escadre le 29 octobre. Les différents raids perturbent le trafic dans la région, mais l'opération reste sans conséquence sur le conflit en cours.
Après avoir reçu des renseignements faisant état de la défaite des armées coalisées à la bataille de Rocourt et de l'arrivée probable de renforts français en Bretagne, les commandants décident de rentrer en Angleterre. De fortes rafales de vent s'abattent sur la flotte sur le chemin du retour et dispersent les navires. Certains des men'o'war mettent alors le cap sur Spithead, alors que le gros des transports et les autres navires toujours sous le commandement de l'amiral Lestock mettent le cap sur Cork qu'ils atteignent début novembre.
Les nouvelles de la défaite ont précédé l'arrivée de Lestock, et celui-ci est sommé de rendre son commandement. Il meurt un mois plus tard. Au mois de décembre de la même année est publiée dans The Gentleman's Magazine une lettre venant de quelqu'un se présentant comme bien informé, et accusant l'amiral d'avoir été sous l'influence d'une prostituée pendant la campagne, celle-ci présidant les réunions du conseil de guerre à bord. Ces accusations sont par la suite reprises par Nicolas Tindal pour expliquer le sort de l'expédition.

#### Essor des fortifications en Bretagne sud

Carte des fortifications dans la région de Lorient.

Le raid anglais fait prendre conscience des faiblesses des défenses de la région. Plusieurs mesures sont prises à partir de 1750 et le duc d'Aiguillon arrive comme nouveau gouverneur de Bretagne. Il divise le littoral en vingt capitaineries dotées chacune d'un bataillon, améliore l'entraînement de ceux-ci et développe les moyens de communication terrestres.
Dans la région de Lorient, un nouveau dispositif de défenses maritimes et terrestres est mis en chantier. Des ouvrages à cornes sont construits sur la pointe de Pen Mané à Locmiquélic de 1761 à 1779 pour protéger l'arsenal de Lorient ; à Fort-Bloqué, une batterie est construite en 1749 et agrandie en 1755 pour protéger la côte sud-ouest de la région ; plus à l'ouest, le fort du Loch est construit en 1756. Dans les terres, les approches de la ville sont fortifiées avec deux lunettes, l'une à Kerlin construite en 1755, et l'autre au Faouëdic en 1758.
Plus largement, dans une zone qui s'étend de l'archipel des Glénan, à l'ouest, à l'île Dumet, à l'est, sont mises en chantier de nouvelles fortifications. Dans cette dernière, une batterie circulaire et des casernements sont construits entre 1756 et 1758. Dans la presqu'île de Quiberon, un fort barrant l'entrée de celle-ci est construit à Penthièvre et achevé en 1760. Les fortifications d'Houat et de Hoëdic sont reconstruites entre 1757 et 1759 et le fort Cigogne est mis en chantier en 1755 dans l'archipel des Glénan.

### Conséquences culturelles

#### Controverse entre Hume et Voltaire

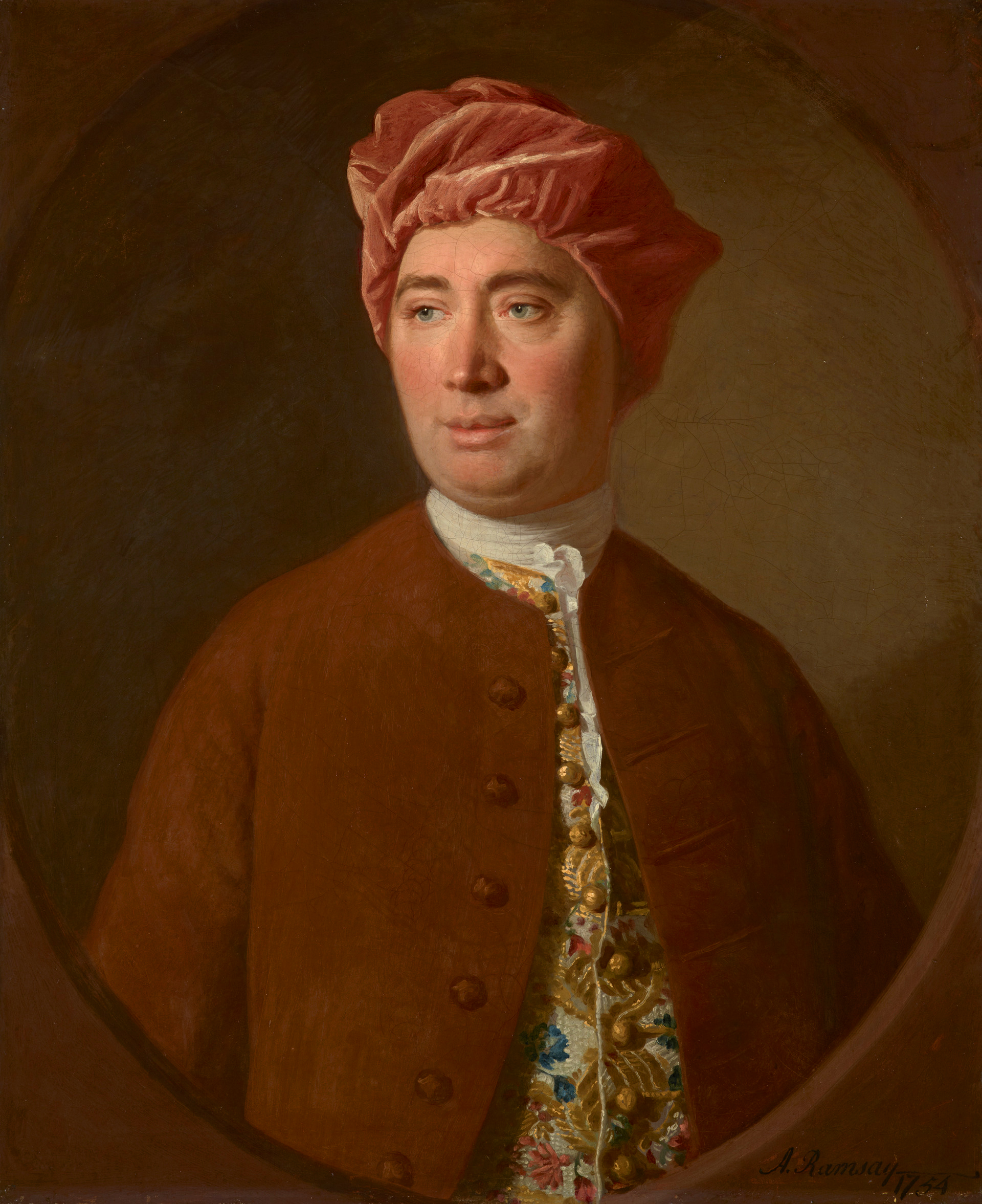
David Hume qui a participé à l'expédition.

Une controverse se développe quelques années après la bataille entre la relation des évènements par Voltaire et par David Hume. Une version d'Histoire de la guerre de mil sept cent quarante et un attribuée à Voltaire est publiée en 1755 dans laquelle il revient sur les opérations anglaises de Lorient de 1746. Il impute la responsabilité de la défaite à St Clair, et utilise des mots peu flatteurs pour décrire l'ensemble de ses actions, avant de conclure de la manière suivante : « Tout ce grand armement ne produisit que des méprises & du ridicule, dans une guerre où tout le reste n'était que trop sérieux & trop terrible ».
Cette narration arrive jusqu'à Hume et, en janvier 1756, il prend contact avec un autre membre de l'expédition afin d'écrire un récit plus favorable à St Clair. Plusieurs proches le pressent de le publier, et un brouillon est rédigé. Descent on the coast of Brittany in 1746, and the causes of its failure est achevé la même année, peu après le déclenchement de la guerre de Sept Ans, et Hume s'en prend sans le nommer à Voltaire. 

« Un certain auteur étranger, plus intéressé à raconter les faits d'une manière distrayante qu'à vérifier l'exactitude de ses dires, a entrepris de présenter cette expédition sous un aspect ridicule ; mais il n'y a pas un épisode de cette narration qui puisse prétendre rendre les faits de manière un tant soit peu véritable. Il est donc inutile de perdre du temps à la réfuter »

— David Hume,
Plus tôt est publiée en avril dans le Monthly Review une lettre anonyme venant d'une personne présentée comme bien informée et reprenant dans les grandes lignes ce qui est plus tard signé par Hume et qui est attribué par plusieurs universitaires à celui-ci. Une traduction de cette lettre est publiée en français dans le Journal britannique en 1756, mais reste sans réplique.

#### Culte à la vierge et récupération politique

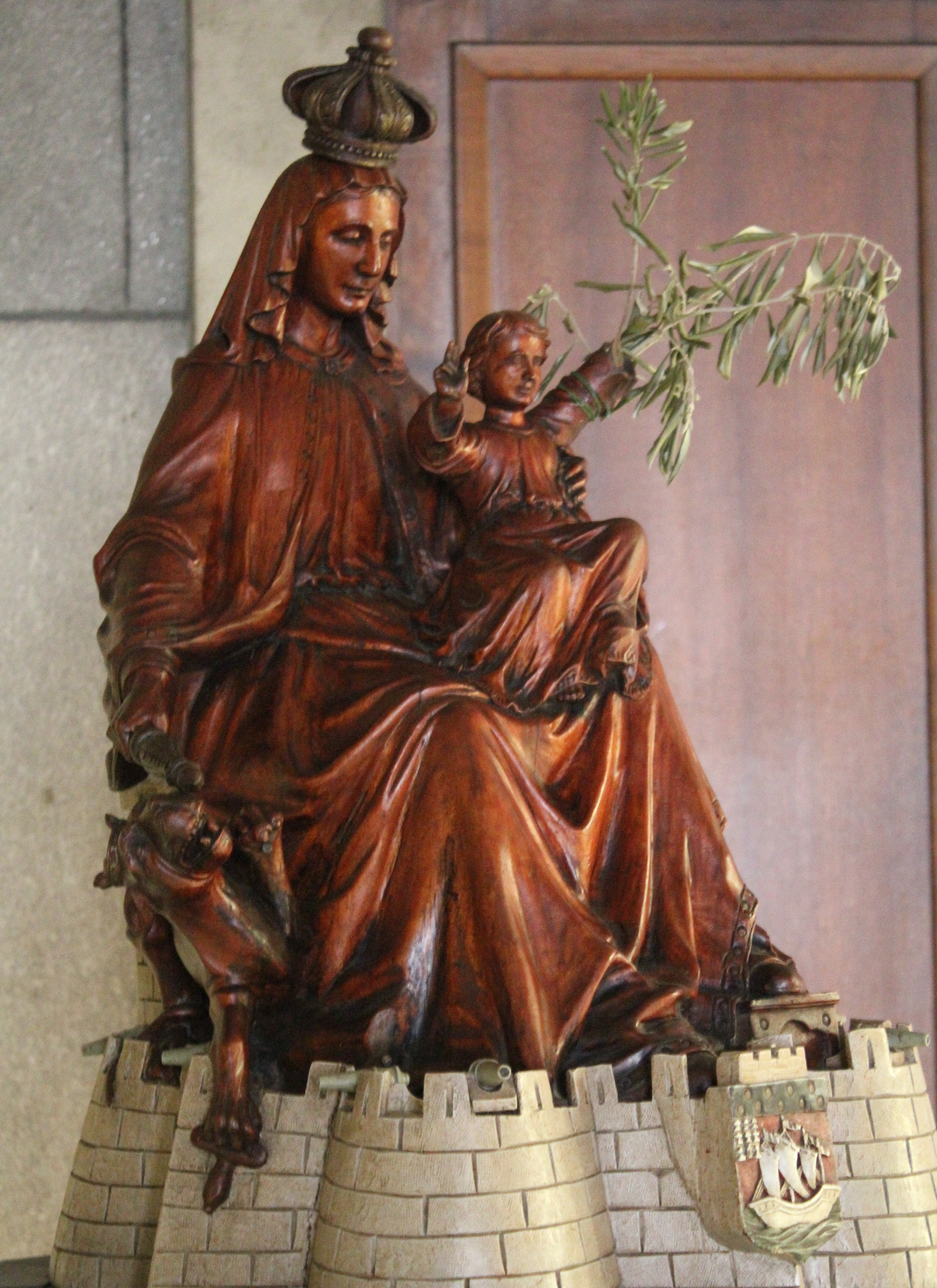
Statue de Notre-Dame de Victoire, avec la vierge Marie trônant sur les fortifications de la ville, et frappant le lion anglais.

Dès le 15 novembre 1746, les autorités de la ville se réunissent et arrivent à la conclusion que la victoire est le fait d'une intervention de la vierge Marie. Il est alors décidé de célébrer chaque année dans la paroisse de la ville une messe le 7 octobre, suivie par une procession dans la ville. Cette décision est approuvée par l'évêque de Vannes le 23 février 1747. Une statue est alors réalisée pour représenter la Vierge sous une forme guerrière à l'image de Jeanne d'Arc, siégeant sur un socle aux armes de la ville, et frappant de son sceptre un lion portant sur son épée et sur son bouclier les armes britanniques. Celle-ci est par la suite fondue au moment de la Révolution française, puis une copie plus grande est effectuée au XIXe siècle.
Entre la fin du XIXe et le début du XXe siècle, le culte prend une place importante dans la politique de la ville, et relève d'une double opposition. L'opposition entre l'Église et l'État trouve un écho particulièrement vif dans la ville lorsque la municipalité d'Adolphe L'Helgouarc'h discute de l'interdiction de la procession en ville, et la cérémonie se transforme en démonstration d’opposition à la municipalité. Il est aussi utilisé comme référence par la presse locale de l'époque pour s'opposer à l'Angleterre protestante. La référence est par exemple utilisée par La Croix du Morbihan qui parle en 1898 de « conseil municipal anglais » pour désigner l'administration de L'Helgouarc'h, ou lors de la crise de Fachoda la même année, ou encore plus tard pour condamner l'attaque anglaise sur Mers el-Kébir en 1940 ou les bombardements anglais sur la ville pendant la Seconde Guerre mondiale.

#### Chants et poésie
Plusieurs productions artistiques de l'époque comme des siècles suivants font référence à cet évènement. Louis Le Cam fait référence à un premier court poème de six vers décrivant l'arrivée des Anglais dans la région lorientaise. Une chanson un peu plus longue est aussi répertoriée, parlant d’une jeune fille qui se suicide plutôt que de se faire agresser par des soldats anglais,
. Par ailleurs, l'abbé Jean-Mathurin Cadic a produit à la fin du XIXe siècle un long poème décrivant différentes étapes de la campagne des Anglais. Le Bagad Sonerien An Oriant produit en 2018 une suite faisant référence à cet épisode de l'histoire de Lorient.

## Sources